# 山村明子
山村 明子（やまむら あきこ、1965年3月 - ）は、日本の家政学者。東京家政学院大学准教授。

## 経歴
- 1987年 日本女子大学大学院家政学部卒
- 1989年 日本女子大学大学院家政学研究科被服学専攻修了
- 1989年 日本大学国際関係学部副手
- 1991年 青葉学園短期大学家政学科助手
- 1994年 一宮女子短期大学講師
- 1999年 大阪女子学園短期大学講師
- 2004年 大阪女子学園短期大学助教授
- 2005年 東京家政学院大学講師
- 2007年 東京家政学院大学准教授

## 学位
家政学修士(日本女子大学) 

## 専門分野
- 服飾文化、被服構成

## 主な研究課題
- 19世紀イギリス女性のスポーツと服飾
- 服飾とジェンダー
- 明治の手工芸教育
- イギリスの女性乗馬服
- 明治の女性乗馬服

## 著作
- 生活造形-結ぶ・編む・組む・織る・繍う- (共著) （建帛社、1995）
- 衣生活の科学-衣生活論-(共著) （建帛社、2000）
- シリーズ生活科学　生活文化論（共著） （朝倉書店、2002）
- シリーズ生活科学　ファッションの歴史－西洋服飾史－（共著） （朝倉書店、2003）
- 新版 家政学事典 （朝倉書店、2004)

## 主な論文
- 17世紀前半オランダ服飾についての一考察. 国際服飾学会誌（1993）
- 19世紀女性の乗馬服とその特質. 被服美学会誌（2001）
- Shooting dressにみる19世紀後半イギリス女性の服飾観. 国際服飾学会誌（2005）
- 19世紀イギリスの女性服飾とfishwifeの装いとの関連. 国際服飾学会誌（2007）

## 所属学会
服飾美学会、国際服飾学会、日本家政学会

## 参考資料
- 東京家政学院大学ホームページ
- 科学技術振興機構 研究開発支援総合ディレクトリ(ReaD)